# Drepanulatrix behrensaria
Drepanulatrix behrensaria är en fjärilsart som beskrevs av George Duryea Hulst 1887. Drepanulatrix behrensaria ingår i släktet Drepanulatrix och familjen mätare. Inga underarter finns listade i Catalogue of Life.